# Eugene Polzik
Eugene Polzik é um professor de Física do Instituto Niels Bohr, na Universidade de Copenhague, Dinamarca.
Em 2006, usando um raio laser, a equipa de Polzik conseguiu fazer com que uma nuvem de um trilhão de átomos de césio gasoso assumisse uma propriedade - o "spin" quântico - de outra.